# To Beast or Not to Beast
Albums de Lordi
Scarchives Vol. 1
(2012) Scare Force One
(2014)
Singles
1. The Riff
Sortie : 8 février 2013

To Beast or Not to Beast est le sixième album studio du groupe de hard rock Lordi, sorti le 8 mars 2013. Le premier single de l'album s'intitule The Riff et est publié pour le 8 février 2013.
L'album marque l'arrivée de deux nouveaux membres: « Mana » (légende du folklore scandinave nord, « soupçonné d'être le pasteur de la mort »...) à la batterie remplaçant Otus et « Hella », qui remplace Awa aux claviers.

## Liste des titres
1. We're Not Bad for the Kids (We're Worse) - 3:23
2. I Luv Ugly - 3:47
3. The Riff - 3:44
4. Something Wicked This Way Comes - 4:58
5. I'm the Best - 3:15
6. Horrifiction - 3:28
7. Happy New Fear - 4:45
8. Schizo Doll - 4:34
9. Candy for the Cannibal - 4:42
10. Sincerely with Love - 3:14
11. SCG6: Otus' Butcher Clinic - 3:23

## Composition du groupe
- Mr. Lordi – chants
- Ox – basse
- Amen – guitare
- Mana – batterie
- Hella – claviers
- Otus - Batterie (seulement sur la onzième piste)